# Ignácio de Loyola Brandão

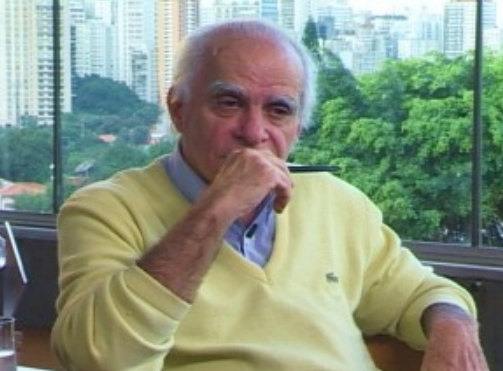
Ignácio de Loyola Brandão, 2013

Ignácio de Loyola Brandão (* 31. Juli 1936 in Araraquara, Bundesstaat São Paulo) ist ein brasilianischer Schriftsteller und Journalist.

## Leben
Ignácio de Loyola Brandão, Sohn eines Eisenbahners, begann mit siebzehn, für die Lokalpresse zu schreiben. 1956 ließ er sich als Journalist und Filmkritiker in São Paulo nieder. Loyola Brandão war Redakteur und Mitarbeiter verschiedener Zeitungen und Zeitschriften (Última Hora, Cláudia). 1981/82 lebte er als Gast des Berliner Künstlerprogramms des DAAD in Berlin. 1982 war er Gast des West-Berliner Horizontefestivals (Horizonte – Festival der Weltkulturen: Nr. 2, 1982). Seit 1990 war er Chefredakteur der Zeitschrift Vogue in Brasilien. Brandão schreibt regelmäßig für die Tageszeitung O Estado de S. Paulo.
Sein erster Band mit Erzählungen (Depois do sol) erschien 1965, der erste Roman (Bebel que a cidade comeu) 1968. Das beherrschende Thema der Werke Brandãos ist das Leben und Überleben in der brasilianischen Megacity São Paulo, wo modernstes Leben auf Unterentwicklung, Primitivität und Analphabetismus trifft. International bekannt wurde er mit dem in Brasilien zunächst von vier Verlagen abgelehnten und daraufhin in Italien (1974) veröffentlichten Roman Zero. Romance pré-histórico (Null. Prähistorischer Roman), der sich offen gegen die Militärdiktatur richtet. Erzählt wird die Geschichte Josés, eines ehemaligen Jurastudenten, der in der Großstadt den Sinn des Lebens zu finden hofft. Trotz Gelegenheitsarbeiten (Rattenfänger, Agent) und einer Ehe wird sein Hass auf Staat und Gesellschaft immer größer. Als Krimineller wird José schließlich gefangengesetzt und gefoltert. Kaum ein anderes Werk der neueren brasilianischen Literatur erfasst das Chaos der Großstadt sprachlich, erzähltechnisch und auch von der graphischen Gestaltung her so konsequent. 
In Brasilien dann 1975 veröffentlicht, wurde der Roman nach der 2. Auflage von der brasilianischen Zensur wegen angeblichen „Verstoßes gegen Moral und gute Sitten“ verboten und erst 1979 wieder freigegeben.
Im Jahr 1981 erschien das bisher meistverkaufte Buch des Autors, der Roman Não verás país nenhum (Kein Land wie dieses). Von den anderen Werken Brandãos sind bisher nur Auszüge aus dem Berlin-Bericht O verde violentou o muro (Oh-ja-ja-ja) 1984 ins Deutsche übersetzt worden.
Brandão ist Mitglied (Sitz 37) der Academia Paulista de Letras in São Paulo und seit 2019 Mitglied (Sitz 11) der Academia Brasileira de Letras in Rio de Janeiro.

## Bibliografie
Deutsche Übersetzungen:
- Null. Prähistorischer Roman. Aus dem Brasilianischen und mit einem Nachwort von Curt Meyer-Clason. Suhrkamp, Frankfurt/Main, 1979, ISBN 3-518-03556-8.
- Oh-ja-ja-ja. Bruchstücke, Ansichten, Halluzinationen, Aufzeichnungen. Aus dem Brasilianischen von Henry Thorau. Literarisches Colloquium, Berlin, 1983, ISBN 3-920392-83-3.
- Kein Land wie dieses. Aus dem Brasilianischen von Ray-Güde Mertin. Suhrkamp, Frankfurt/Main, 1986, ISBN 3-518-11236-8.

Erzählungen
- Depois do sol (1965)
- Pega ele, silêncio (1965)
- Cadeiras proibidas (1976)
- Obscenidades para uma dona de casa (1981)
- Cabeças de segunda-feira (1983)
- O homem do furo na mão (1987)
- O homem que odiava segunda-feira (1999)
- Se for pra chorar que seja de alegria (2016)

Romane
- Bebel que a cidade comeu (1968)
- Zero. Romance pré-histórico (1974)
- Dentes ao sol (1976)
- Não verás país nenhum (1981)
- O beijo não vem da boca (1985)
- O ganhador (1987)
- O anjo do adeus (1995)
- O anônimo célebre: Reality Romance (2002)
- A altura e a largura do nada (2006)
- Desta terra nada vai sobrar, a não ser o vento que sopra sobre ela (2018), ISBN 978-85-260-2436-6
- Deus, o que quer de nos? (2022)

Kinder- und Jugendbücher
- Cães danados (1977), überarbeitet als: O menino que não teve medo do medo (1995)
- O homem que espalhou o deserto (1989)
- O segredo da nuvem (2006)
- O Menino que vendia palavras (2008)

Reiseberichte
- Cuba de Fidel: viagem à ilha proibida (1978)
- O verde violentou o muro (1984)
- O mel de Ocara: ler, viajar, comer (2013)

Biographien
- Fleming, descobridor da penicilina (1973)
- Edison, o inventor da lâmpada (1973)
- Ignácio de Loyola, fundador da Companhia de Jesus (1974)

Autobiographische Werke
- Veia bailarina (1997)
- O primeiro emprego: uma breve visão (2011)

## Auszeichnungen und Preise
- 1976: Prêmio Melhor ficção der Fundação Cultural do Distrito Federal für Zero.
- 2000: Prêmio Jabuti de Literatura („Melhor livro de contos“) für den Erzählband O homem que odiava a segunda-feira.
- 2016: Prêmio Machado de Assis der Academia Brasileira de Letras für sein schriftstellerisches Lebenswerk.[5]
- 2019: Prêmio Juca Pato